# Kryształy Czasu

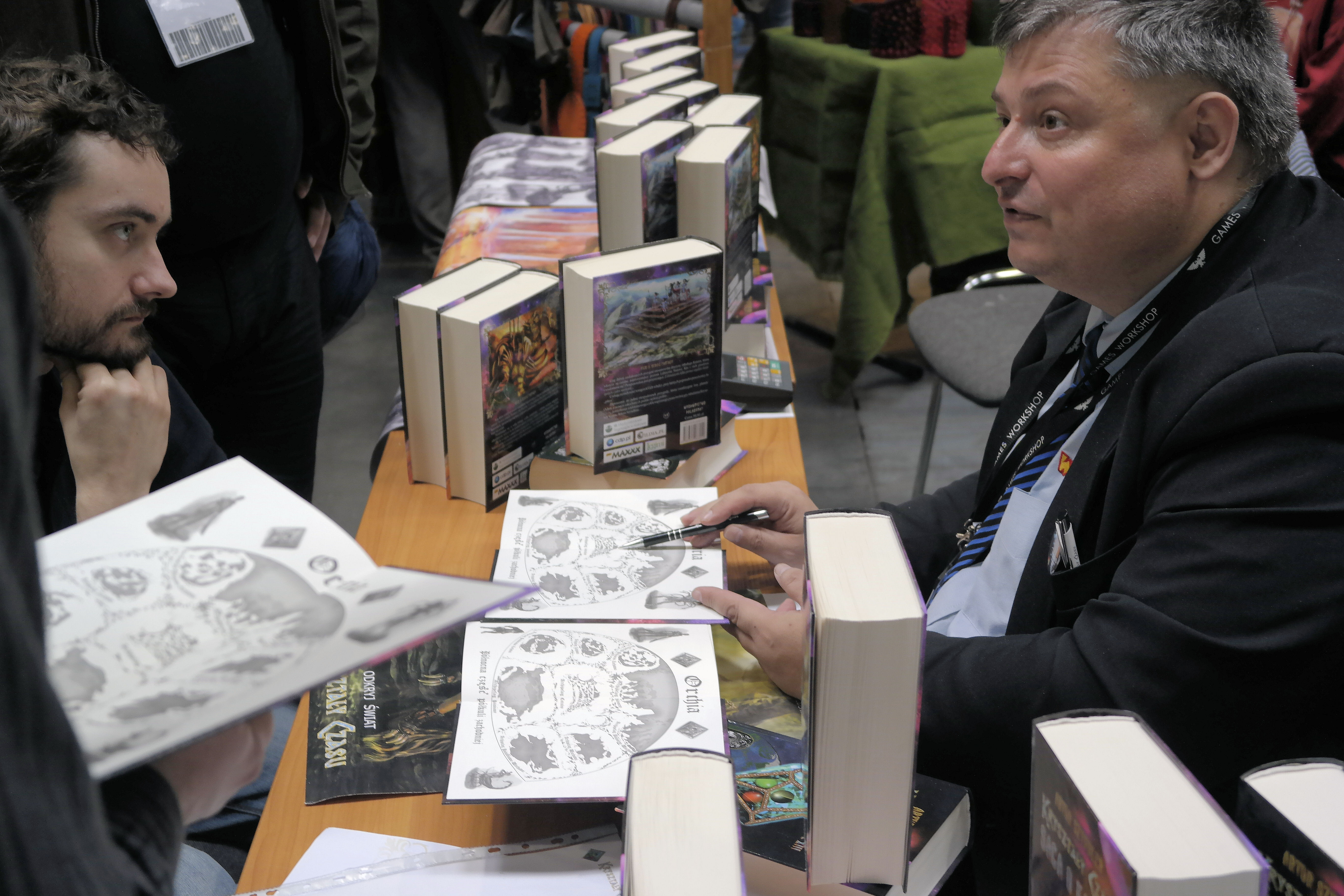
Artur Szyndler i Krzyształy Czasu na Festiwalu Fantastyki Pyrkon, Poznań 2015

Kryształy Czasu – jeden z pierwszych polskich systemów gier fabularnych (RPG), stworzony przez Artura Szyndlera oraz redakcję „Magii i Miecza”.
Jego nazwa wywodzi się od legendy z owego fantastycznego świata, wedle której w tym uniwersum istnieją pewne potężne przedmioty (a może nawet byty) – zwane Kryształami Czasu, które mają mieć moc potężniejszą nawet od bogów, samego świata czy magii, a ci którzy je zdobędą posiądą niewyobrażalną potęgę i prawie nieograniczoną władzę nad rzeczywistością. Geneza Kryształów ani cel istnienia nie są znane, a na temat ich natury krąży wiele sprzecznych teorii mędrców (o tym, że są to jakieś artefakty z innego uniwersum, potężne przedmioty magiczne z czasów przed początkiem czasu, ostatnie pozostałości pierwotnej materii zwanej Monolitem, z której narodził się wszechświat – a może nawet dziwne istoty, które mają na tym świecie jakieś swoje sekretne cele).
Kryształy Czasu pod względem mechaniki i opisu świata są bardzo podobne do klasycznego systemu Dungeons & Dragons (stworzonego w Ameryce w latach 70.), i są niekiedy opisywane jako jego „polski klon”.

## Historia systemu

### Początki
Pierwowzorem Kryształów Czasu było kilkanaście plików tekstowych zawierających zasady krążące wśród graczy RPG na dyskietkach, które na konwentach rozdawał autor systemu Artur Szyndler. Od 1993 roku Kryształy Czasu były wydawane na łamach czasopisma „Magia i Miecz”, publikowanego przez Wydawnictwo Mag. Na początku prawie cała zawartość czasopisma poświęcona była właśnie temu systemowi. Pierwsze sześć numerów Magii i Miecza zawierało mechanikę, tworzenie i rozwój postaci, listy czarów, skrótowy opis świata oraz trzy dość rozbudowane przygody: „Nieproszony gość” (nr 4 MiM), „Demoniczna horda” (nr 5 MiM) oraz „Pułapki w pułapkach” (nr 6 MiM). Następnie powierzchnię numerów Magii i Miecza przeznaczoną Kryształom Czasu ograniczono, jednakże z pewnymi przerwami artykuły odnoszące się do systemu ukazywały się dalej. Początkowo publikowano jedynie teksty Artura Szyndlera oraz Artura Szrejtera, później scenariusze oraz teksty dla graczy i mistrzów gry poczęli tworzyć inni autorzy, między innymi Artur Marciniak, Rafał Nowocień, Darosław J. Toruń, Tomasz Kreczmar, Andrzej Miszkurka, a nawet Jacek Komuda. Z kolei Tomasz Kołodziejczak, napisał opowiadanie osadzone w realiach Orchii pt. „Bardzo cenny pierścień”.

### Edycja książkowa
W roku 1998, po długoletnich przygotowaniach i wielokrotnych zapowiedziach na łamach czasopisma, gra ukazała się w formie książkowej nakładem Wydawnictwa Mag. Jest to tzw. II Edycja.
Treść gry uległa pewnym zmianom, dotyczącym głównie systemu walki i magii, dodany został też bardziej szczegółowy opis świata. Zaplanowano wydanie pierwszego dodatku, pt. „Świat Almohadów”, opisującego nową egzotyczną krainę na Południowo-Zachodnim Archipelagu (Maragistanie). Niestety z powodu błędów decyzyjnych wydawnictwa i konfliktu wydawcy z pierwszym autorem, projekt dotyczący Kryształów Czasu zamknięto.
Planowany dodatek nigdy się nie ukazał drukiem, ale po prośbach ze strony środowiska fanów udostępniono jego roboczą wersję do darmowej publikacji w internecie.
Systemu nigdy nie wznowiono, ale w internecie pojawiło się sporo fanowskich wersji systemu, mi. tzw. III Edycja.

## Zasady
Mechanika gry oparta jest na rzutach procentowych (metodą k100). Postacie reprezentowane są przez zestaw cech, zwanych współczynnikami. W KC występują dwie wielkie grupy współczynników:
10 współczynników głównych:
- Żywotność
- Siła fizyczna
- Zręczność
- Szybkość
- Inteligencja
- Mądrość
- Umiejętności magiczne
- Charyzma
- Prezencja
- Wiara

oraz 10 współczynników pomocniczych, tzw. odporności (na różne grupy czynników dwóch rodzajów: psychicznych i fizycznych, np. przeciw iluzjom, strachowi, klątwom, szokowi, efektom magicznym, chorobom, szkodliwym gazom i wyziewom, temperaturze, elektryczności czy polimorfii).
Oprócz tego istnieje grupa współczynników dodatkowych – czasami podobnie jak odporności wyliczane ze współczynników głównych, np.: Potencjał Magiczny, Granica Normalności, Energia Życiowa itp., czasem zaś posiadają osobne wartości bazowe: jak np. Zauważenie.
Oprócz tego w systemie występuje spora ilość umiejętności, odzwierciedlających konkretne zdolności bohatera, jak zawody, języki, umiejętności profesjonalne, ogólne, wrodzone, czy biegłości w broniach. Podlegają one również systemowi testów procentowych, a ich wartości wyliczane są zwykle ze współczynników podstawowych, czasem też w jakiś sposób uzależnione od współczynników dodatkowych (np. Rzucanie Czarów przy użyciu Potencjału Magicznego, testowane Umiejętnościami Magicznymi).

### Tworzenie i rozwój postaci
Postacie graczy reprezentują zarówno różne klasy społeczeństwa (chłopstwo, mieszczaństwo, szlachta), jak i Kasty (odzwierciedlające zawodowy podział cywilizacji Orchijskiej): Żołnierską, Rycerską, Łotrowską, Klerycką oraz Czarodziejską. Istnieją również edycje, które dla dokładniejszego odwzorowania społeczeństwa wprowadzają jeszcze jedną, szóstką – Kastę Społeczną (wskutek czego zniknęły szkolenia specjalistyczne dublujące role profesji z tej Kasty).
W ramach tychże Kast gracze wybierają dla swoich postaci Profesję, z których każda odzwierciedla jakiś bardzo szeroki aspekt drogi życiowej i metod postępowania w obrębie swojej Kasty. Zwykle obierają jedną profesję, choć istnieje możliwość rozszerzenia drogi życiowej o kolejną, dodatkową profesję – zaś najwięksi herosi i legendarne postacie z historii Orchii posiadały ponoć sekrety łączenia ze sobą aż 3 profesji.
Najbardziej znane i popularne są następujące profesje:
- Kasta Żołnierska: wojownik, łowca, gwardzista, barbarzyńca, najemnik;
- Kasta Rycerska: rycerz, paladyn, czarny rycerz;
- Kasta Łotrowska: złodziej, zabójca, kupiec, bard (według starych zapisków kasta złodziejska);
- Kasta Klerycka: kapłan, druid, astrolog, półbóg (według starych zapisków kasta kapłańska);
- Kasta Czarodziejska: mag, czarnoksiężnik, iluzjonista, alchemik.

W różnych edycjach fanowskich, dostępnych na internecie pojawią się również inne, dodatkowe profesje, które zwykle są tworzone by uzupełnić obraz społeczeństwa Orchii:
- fechmistrz (mistrzowie broni/orężmistrze), berserker czy opublikowany w „Magii i Mieczu” jako hołd dla Andrzeja Sapkowskiego wiedźmin (Żołnierska);
- templariusz (Rycerska);
- szpieg, pirat (Łotrowska);
- mnich, mistyk (cudotwórca), inkwizytor (Klerycka);
- elementalista, demonolog (Czarodziejska).

W wersji z Kastą Społeczną do tej grupy społeczno-zawodowej przeniesiono barda i kupca, pojawili się zaś jeszcze cechmistrz (rzemieślnik, rolnik, mistrz zawodu), hermeneutyk (mędrzec-inżynier, spec od nauk ścisłych) czy historiozof (archeolog, dziejopis, spec od nauk humanistycznych) oraz klerk (spec od prawodawstwa, urzędnik, herold lub dyplomata).
Rozwój postaci polega na zbieraniu punktów doświadczenia (PD), które po uzyskaniu konkretnej ich ilości pozwalają postaci na awans na wyższy Poziom Doświadczenia (POZ), co wiąże się ze zwiększeniem współczynników podstawowych, dostępem do nowych umiejętności, zdolności (w tym czarów – czyli formuł magicznych), wzrostem prestiżu i poważania bohatera w świecie (co może wiązać się znowu z możliwością przystąpienia do rzadkich organizacji profesyjnych lub kastowych, bractw czy grup oferujących rzadkie szkolenia) – czasem nawet awansem w strukturze klas społecznych.

## Świat gry
Kryształy Czasu rozgrywają się w fikcyjnym świecie Orchii (na planecie dawniej nazywaną Ochrią), zamieszkanym przez typowe dla systemów fantasy rasy, takie jak elfy czy krasnoludy.
Świat Orchii jest ogromny, być może nawet większy od Ziemi, poznano jednak bardzo niewiele z jego obszarów. Wiadomo jedynie o istnieniu tzw. Krainy 10 Archipelagów, leżącej na jednej z północnych ćwiartek planety – gdzie znajdują się państwa i terytoria, które za swego życia mają okazję poznać bohaterowie prowadzeni przez uczestników. Każda z 10 krain jest osobnym zbiorem wysp (z których najmniejsze mają powierzchnie kilku metrów kwadratowych zaś największe są rozmiarów subkontynentów, często łączących się w mniejsze regiony geograficzne – małe archipelagi), odizolowanym od reszty wielkimi morzami. Jest 9 archipelagów zwartych i jeden archipelag rozciągnięty po całej ćwierci świata, tak, że na kształt pajęczynowej bariery oddziela od siebie pozostałe 9 Krain. Nikt nie wie dokładnie dlaczego świat wygląda tak a nie inaczej, bowiem u zarania historii wszystko to było częścią jednego, wielkiego prakontynentu Górolądu – podejrzewa się, że rękę do tego mogli przyłożyć bogowie lub jakieś inne, potężniejsze lub bardziej tajemnicze siły.
Większość przygód rozgrywa się na Archipelagu Centralnym Orchii, a zwłaszcza na największej wyspie tegoż, Orkusie Wielkim – który stanowi jednocześnie centrum mniejszej formacji wysp zwanej Archipelagiem Orkusów – który wedle podań historycznych jest kolebką cywilizacji. Ciągi wysp Orkusa wzięły swą nazwę stąd, iż są to rodzime ziemie rasy orków, które zamieszkiwały go nawet w czasach, gdy nie narodziło się jeszcze ich państwo, a światem i Orkusami władały inne rasy.

### Historia Orchii
W każdym z rozdziałów historii Orchii dominowała inna rasa. W najmroczniejszych czasach światem, a w zasadzie jego częścią, zwaną wspominanym już Górolądem – rządziły stwory ciemności, zła i destrukcji. Jednak w wielkie bitwie, w której swe siły przeciwko mrokowi zjednoczyły wszystkie najsilniejsze rasy rozumne – jak elfy, krasnoludy czy ludzie – a przede wszystkim reptylioni – rozstrzygnięto losy przyszłego świata. W owym konflikcie wiele innych ras, których królestwa miały dopiero pojawić się na mapach przyszłej historii, zachowało neutralność, wspomagając po cichu koalicjantów lub prowadząc z nimi handel, zaś jedna z najbardziej wojowniczych i porywczych – orkowie – niestety opuścili sprzymierzonych, gdyż poczuli się obrażeni niesłusznymi zarzutami o niekompetencję i tchórzostwo, wycofując się tym samym na wiele tysiącleci z kart dziejów.
Pokonano potwory i ich przywódcę Balamora, tyrana świata. Tak narodziła się najstarsza cywilizacja Ochrii, a władza znalazła się w rękach rozumnych jaszczurów – ponieważ to z ich rodzaju wywodził się zwycięski wódz armii sprzymierzonych: Lahagan zwany Reptylionem Wielkim, istota, która wedle podań i legend była tak potężna, niezwyciężona i darzona łaskom bogów – iż dzięki chwalebnym czynom i założeniu Imperium Archagasty (wielkiego państwa rozumnych jaszczurów) wyrąbał sobie miejsce między prawdziwymi mocami opiekuńczymi orchijskiego panteonu bóstw. W ciągu wielu epok historii Archagasta podporządkowała sobie – poprzez sojusze, groźby i uzależnienie gospodarczo-polityczne – niemal wszystkie państwa rozumnych z Macierzy (Archipelagu Centralnego), a nawet rozpoczęła kolonialną ekspansję ku sąsiednim krainom. Reptylioni byli jednak chciwi, dumni i zachłanni – tak, że świat zaczął postrzegać ich nie jako zbawców i obrońców, ale jako tyranów i wyzyskiwaczy. Gdy zaś poszczególni sprzymierzeńcy się przeciwko nim buntowali – ci wyrzynali ich bezlitośnie swymi zakutymi w pancerze armiami, spośród których najsłynniejszym formacjami byli kawalerzyści Kamiennej Jazdy – rycerstwo i gwardia dosiadające ogromnych, gruboskórych gadów: Antarów (Kamiennych Jaszczurów) – na grzbietach których montowano nawet masywne, drewniane nadbudówki skrywające machiny miotające.
Jednak pewnego razu jaszczurzy posunęli się za daleko – i obudzili gniew, który drzemał od tysiącleci. Z powodu niejasnego, elfickiego proroctwa wycieli w pień elitę społeczną pewnego barbarzyńskiego plemienia jednej z ras, pozostających na uboczu cywilizacji: niepozornych oliwkoskórych humanoidów, którzy parali się zwykle najemną służbą w wojnach Archagasty. Jak nietrudno się domyślić – tą rasą byli orkowie – niepozorni, choć bitni wojownicy. To był pierwszy i ostatni błąd reptylionów, gdyż pośród eksterminowanych istot narodził się wielki przywódca, którego ponoć pomazali najpotężniejsi z bogów – by zrzucił ze świata kajdany tyranów. Bohater nazywał się Kartan i wywodził się z plemienia orków uruk-hai: czyli „wyniosłych”. W ciągu wielu lat walki z Imperium Archagasty stał się tak potężny, że w końcowym rozrachunku zmiótł je z powierzchni Ochrii, wymiatając ogniem i mieczem prawie całą rasę jaszczurów. Role się odwróciły – i to świat miał od tamtej pory nowych panów, którzy ziali gniewem zemsty tak strasznym, iż kazali nawet zmienić nazwę świata na Orchię – co miało podkreślać ich zwycięstwo. Orki stały się tak potężne, że w szczytowym okresie swej ekspansji opanowali prawie wszystkie archipelagi – ustanawiając nowe porządki społeczne, tworząc wielorasowe, wielokulturowe i wielowyznaniowe Imperium – które od tej pory miało się zwać Imperium Katanów – od nazwy tytułu: Katan – jaki wedle tradycji przyjmuje każdy kolejny potomek pierwszego, zwycięskiego władcy, Kartana – który po wielu latach podbojów zasiadł pośród bogów – tak jak kiedyś uczynił to Lahagan.
Bohaterom graczy przyjdzie żyć właśnie w owym Imperium Katanów, w V wieku IX tysiąclecia (według kalendarza orków oczywiście – każda rasa ma bowiem inny kalendarz), w Złotej Erze tego państwa – a raczej w złotej ery późnym zmierzchu, gdy świat wydaje się być ostatecznie podzielony na strefy wpływów – a prawie 70% znanej powierzchni Krainy X Archipelagów pozostaje pod władzą orków, które ustanowiły na świecie swoisty „pax katani”, czyniący ich najważniejszym rozgrywającym na międzynarodowej arenie, gdzie niewiele państw potrafi się im przeciwstawić militarnie, dyplomatycznie czy gospodarczo (rezerwy walutowe imperium w złocie, platynie i mithrilu, zdeponowane w sekretnych skarbcach Labiryntów Katana pod ostrogarską stolicą są ponoć tak nieprzemierzone że 5 pokoleń elfów nie byłoby w stanie ich wszystkich rozdysponować). W takich oto „ciekawych czasach” gracze mogą się wcielić w postacie całego barwnego korowodu niezmierzonych istot, tworzących ten świat i te czasy – od zwykłych szarych zjadaczy chleba, w pocie czoła rzezających mieszki przechodniom/oszukujących na wadze kontrahentów, poprzez najemnych „rzemieślników” sprzedających swoim klientom usługi własne w mieczu lub magii a na heroicznych zabójcach smoków, bestii i innych stworów wszelakich czy udzielnych władcach małych państewek skończywszy.

## W innych mediach
W roku 2014 Artur Szyndler rozpoczął crowdfundingą zbiórkę na wydanie swojej powieści pt. „Labirynt Śmierci” opartej na świecie Kryształów Czasu. Był to pierwszy tom planowanej sagi, została zaplanowanej na 13 tomów (26 części) pod tytułem „Saga o Katanie”, z czego ukazał się jednak tylko tom pierwszy (w dwóch częściach). Zbiórka nie zakończyła się sukcesem. Książką spotkała się głównie z negatywnymi recenzjami; Wiktor Werner w portalu Game Exe opisał ją jako "najgorszą książkę..., jaką kiedykolwiek czytałem"; podobnie recenzent portalu Bookeaters.pl ocenił ją jako "Najgorsza książka. Sezonu. Roku. Dekady. Ever." i "Numer jeden na liście gniotów"
W 2017 Szyndler wydał grę planszową pod tym samym tytułem.